# Goliszyn
Goliszyn (niem. Luisenthal) – część wsi Jugów w Polsce, położona w województwie dolnośląskim, w powiecie kłodzkim, w gminie Nowa Ruda.

## Położenie
Goliszyn leży jest w Sudetach Środkowych, w północno-wschodniej części Jugowa, poniżej Nagóry, na wysokości około 530–550 m n.p.m.

## Podział administracyjny
W latach 1975–1998 Goliszyn administracyjnie należał do województwa wałbrzyskiego.

## Historia
Goliszyn powstał najprawdopodobniej w końcu XVIII wieku jako kolonia Jugowa i nigdy nie stał się samodzielną wsią. W późniejszych latach istniał tu niewielki folwark, należący do hr. von Haugwitz z Piszkowic. W 1797 roku były tu 22 domy, a wśród mieszkańców aż 17 tkaczy i 4 innych rzemieślników. Po 1945 roku osada częściowo wyludniła się i ostatecznie została włączona do Jugowa. W końcu XX wieku na terenie Goliszyna powstało osiedle mieszkaniowe, obecnie jest to najlepiej rozwijająca się część Jugowa, która ma również charakter letniskowy.  

## Szlaki turystyczne
Przez Goliszyn przechodzi  szlak turystyczny z Ludwikowic Kłodzkich na Przełęcz Jugowską.